# Gran Premio d'Italia 1962
Il Gran Premio d'Italia 1962 si è svolto domenica 16 settembre 1962 all'Autodromo nazionale di Monza. La gara è stata vinta da Graham Hill su BRM, seguito dal compagno di squadra Richie Ginther e da Bruce McLaren su Cooper.

## Vigilia
Dopo il disastro della passata edizione, il gran premio si spostò sulla sola pista stradale, escludendo quindi l'anello ad alta velocità considerato troppo pericoloso.

## Qualifiche
| Pos | N. | Pilota                  | Auto            | Squadra                        | Tempo   | Distacco |
| --- | -- | ----------------------- | --------------- | ------------------------------ | ------- | -------- |
| 1   | 20 | Jim Clark               | Lotus-Climax    | Team Lotus                     | 1:40.35 | -        |
| 2   | 14 | Graham Hill             | BRM             | Owen Racing Organisation       | 1:40.38 | +0.03    |
| 3   | 12 | Richie Ginther          | BRM             | Owen Racing Organisation       | 1:41.80 | +1.45    |
| 4   | 28 | Bruce McLaren           | Cooper-Climax   | Cooper Car Company             | 1:41.80 | +1.45    |
| 5   | 40 | Innes Ireland           | Lotus-Climax    | UDT Laystall Racing Team       | 1:41.80 | +1.45    |
| 6   | 38 | Masten Gregory          | Lotus-BRM       | UDT Laystall Racing Team       | 1:41.90 | +1.55    |
| 7   | 16 | Dan Gurney              | Porsche         | Porsche System Engineering     | 1:41.90 | +1.55    |
| 8   | 46 | John Surtees            | Lola-Climax     | Yeoman Credit Racing Team      | 1:42.40 | +2.05    |
| 9   | 18 | Jo Bonnier              | Porsche         | Porsche System Engineering     | 1:42.60 | +2.25    |
| 10  | 8  | Willy Mairesse          | Ferrari         | Scuderia Ferrari SpA SEFAC     | 1:42.80 | +2.45    |
| 11  | 4  | Ricardo Rodríguez       | Ferrari         | Scuderia Ferrari SpA SEFAC     | 1:43.10 | +2.75    |
| 12  | 30 | Tony Maggs              | Cooper-Climax   | Cooper Car Company             | 1:43.20 | +2.85    |
| 13  | 44 | Roy Salvadori           | Lola-Climax     | Yeoman Credit Racing Team      | 1:43.30 | +2.95    |
| 14  | 24 | Nino Vaccarella         | Lotus-Climax    | Scuderia Repubblica di Venezia | 1:43.40 | +3.05    |
| 15  | 10 | Phil Hill               | Ferrari         | Scuderia Ferrari SpA SEFAC     | 1:43.40 | +3.05    |
| 16  | 22 | Trevor Taylor           | Lotus-Climax    | Team Lotus                     | 1:44.20 | +3.85    |
| 17  | 6  | Lorenzo Bandini         | Ferrari         | Scuderia Ferrari SpA SEFAC     | 1:44.30 | +3.95    |
| 18  | 2  | Giancarlo Baghetti      | Ferrari         | Scuderia Ferrari SpA SEFAC     | 1:44.40 | +4.05    |
| 19  | 36 | Maurice Trintignant     | Lotus-Climax    | Rob Walker Racing Team         | 1:44.40 | +4.05    |
| 20  | 32 | Carel Godin de Beaufort | Porsche         | Ecurie Maarsbergen             | 1:46.80 | +6.45    |
| 21  | 48 | Tony Settember          | Emeryson-Climax | Emeryson Cars                  | 1:49.10 | +8.75    |
| DNQ | 60 | Tony Shelly             | Lotus-BRM       | Autosport Team W Seidel        | 1:51.60 | +11.25   |
| DNQ | 56 | Keith Greene            | Gilby-BRM       | Gilby Engineering              | 1:52.00 | +11.65   |
| DNQ | 52 | Gerry Ashmore           | Lotus-Climax    | Privato                        | 1:52.90 | +12.55   |
| DNQ | 62 | Ian Burgess             | Cooper-Climax   | Anglo-American Equipe          | 1:53.10 | +12.75   |
| DNQ | 42 | Jo Siffert              | Lotus-BRM       | Ecurie Filipinetti             | 1:55.80 | +15.45   |
| DNQ | 54 | Ernesto Prinoth         | Lotus-Climax    | Scuderia Jolly Club            | 1:57.70 | +17.35   |
| DNQ | 50 | Roberto Lippi           | De Tomaso-OSCA  | Scuderia Settecolli            | 1:58.60 | +18.25   |
| DNQ | 26 | Jay Chamberlain         | Lotus-Climax    | Ecurie Excelsior               | 1:59.70 | +19.35   |
| DNQ | 34 | Nasif Estéfano          | De Tomaso       | Scuderia De Tomaso             | 6:18.40 | +278.05  |
| WD  | 58 | Kurt Kuhnke             | Lotus-Borgward  | Privato                        |         |          |

## Gara
| Pos | N. | Pilota                  | Costruttore/Motore | Giri | Tempo/Ritiro  | Griglia | Punti |
| --- | -- | ----------------------- | ------------------ | ---- | ------------- | ------- | ----- |
| 1   | 14 | Graham Hill             | BRM                | 86   | 2:29:08.4     | 2       | 9     |
| 2   | 12 | Richie Ginther          | BRM                | 86   | + 29.8        | 3       | 6     |
| 3   | 28 | Bruce McLaren           | Cooper-Climax      | 86   | + 57.8        | 4       | 4     |
| 4   | 8  | Willy Mairesse          | Ferrari            | 86   | + 58.2        | 10      | 3     |
| 5   | 2  | Giancarlo Baghetti      | Ferrari            | 86   | + 1:31.3      | 18      | 2     |
| 6   | 18 | Jo Bonnier              | Porsche            | 85   | + 1 giro      | 9       | 1     |
| 7   | 30 | Tony Maggs              | Cooper-Climax      | 85   | + 1 giro      | 12      |       |
| 8   | 6  | Lorenzo Bandini         | Ferrari            | 84   | + 2 giri      | 17      |       |
| 9   | 24 | Nino Vaccarella         | Lotus-Climax       | 84   | + 2 giri      | 14      |       |
| 10  | 32 | Carel Godin de Beaufort | Porsche            | 81   | + 5 giri      | 20      |       |
| 11  | 10 | Phil Hill               | Ferrari            | 81   | + 5 giri      | 15      |       |
| 12  | 38 | Masten Gregory          | Lotus-BRM          | 77   | + 9 giri      | 6       |       |
| 13  | 16 | Dan Gurney              | Porsche            | 66   | Differenziale | 7       |       |
| 14  | 4  | Ricardo Rodríguez       | Ferrari            | 63   | Accensione    | 11      |       |
| Rit | 40 | Innes Ireland           | Lotus-Climax       | 45   | Sospensione   | 5       |       |
| Rit | 46 | John Surtees            | Lola-Climax        | 42   | Motore        | 8       |       |
| Rit | 44 | Roy Salvadori           | Lola-Climax        | 41   | Motore        | 13      |       |
| Rit | 22 | Trevor Taylor           | Lotus-Climax       | 25   | Cambio        | 16      |       |
| Rit | 48 | Tony Settember          | Emeryson-Climax    | 18   | Motore        | 21      |       |
| Rit | 36 | Maurice Trintignant     | Lotus-Climax       | 17   | Elettrico     | 19      |       |
| Rit | 20 | Jim Clark               | Lotus-Climax       | 12   | Cambio        | 1       |       |

## Statistiche

### Piloti
- 3ª vittoria per Graham Hill
- 1° e unico Gran Premio per Ernesto Prinoth
- Ultimo Gran Premio per Keith Greene, Nasif Estéfano, Gerry Ashmore, Ricardo Rodríguez, Jay Chamberlain e Tony Shelly

### Costruttori
- 4° vittoria per la BRM
- Ultimo Gran Premio per la Emeryson

### Motori
- 4° vittoria per il motore BRM
- 20ª pole position per il motore Climax
- Ultimo Gran Premio per il motore OSCA

### Giri al comando
- Graham Hill (1-86)

## Classifiche Mondiali

### Piloti
| Pos | Pilota                  | Punti   |
| --- | ----------------------- | ------- |
| 1   | Graham Hill             | 36 (37) |
| 2   | Bruce McLaren           | 22      |
| 3   | Jim Clark               | 21      |
| 4   | John Surtees            | 19      |
| 5   | Phil Hill               | 14      |
| 6   | Dan Gurney              | 13      |
| 7   | Richie Ginther          | 10      |
| 8   | Tony Maggs              | 9       |
| 9   | Trevor Taylor           | 6       |
| 10  | Giancarlo Baghetti      | 5       |
| 11  | Lorenzo Bandini         | 4       |
|     | Ricardo Rodriguez       | 4       |
| 13  | Jack Brabham            | 3       |
|     | Willy Mairesse          | 3       |
|     | Jo Bonnier              | 3       |
| 16  | Carel Godin de Beaufort | 2       |

### Costruttori
| Pos | Team          | Punti   |
| --- | ------------- | ------- |
| 1   | BRM           | 37 (41) |
| 2   | Lotus-Climax  | 27      |
| 3   | Cooper-Climax | 25 (27) |
| 4   | Lola-Climax   | 19      |
| 5   | Ferrari       | 18      |
| 6   | Porsche       | 17      |